# Galileo (Raumsonde)

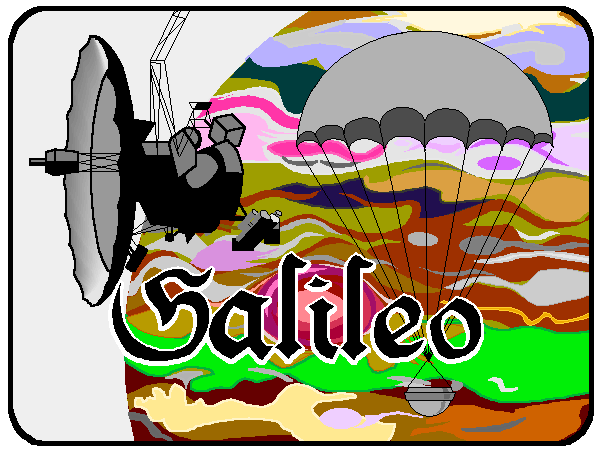
Das Missions-Emblem

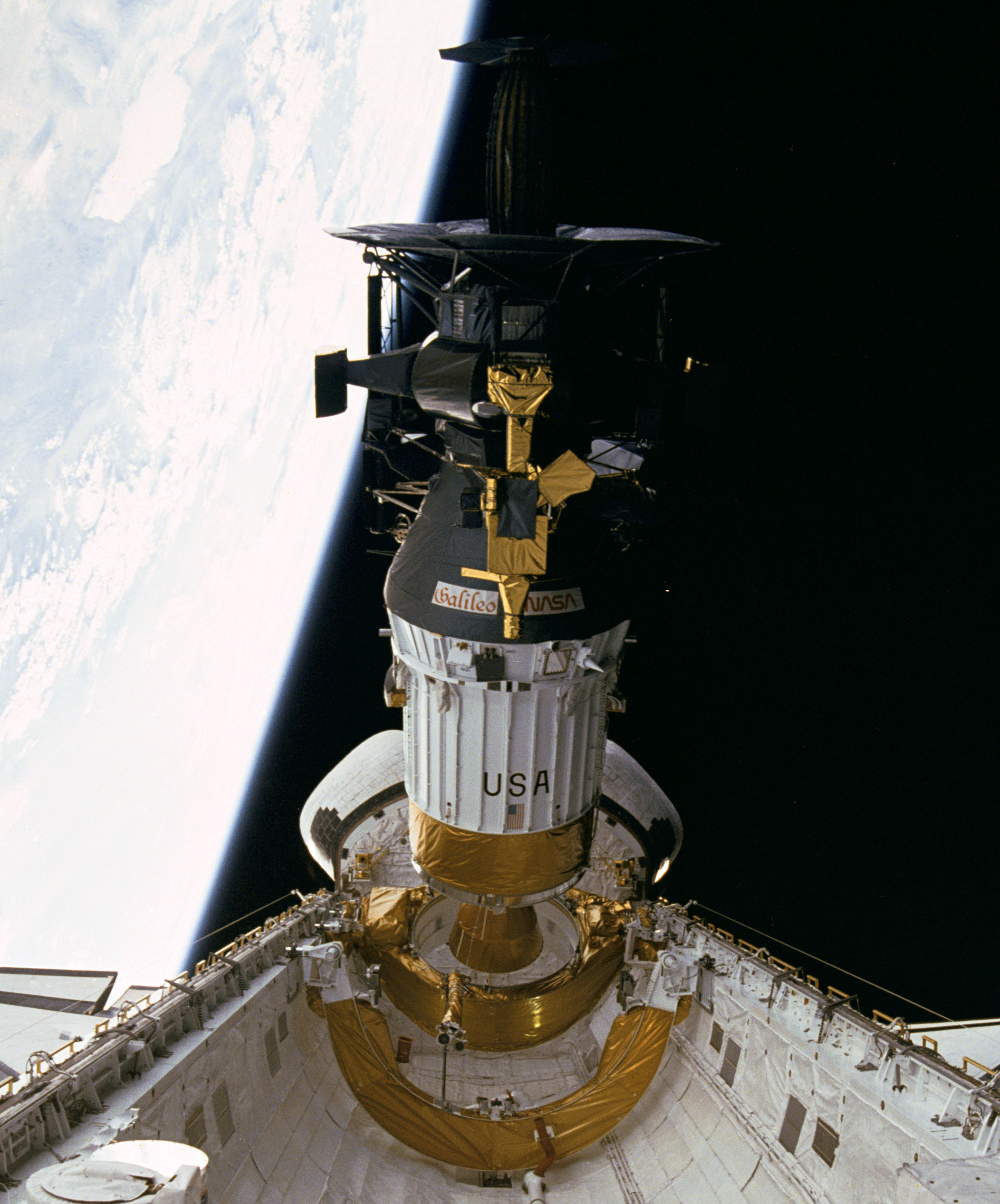
Die Sonde wird aus der geöffneten Ladebucht des Space Shuttles gestartet (STS-34)

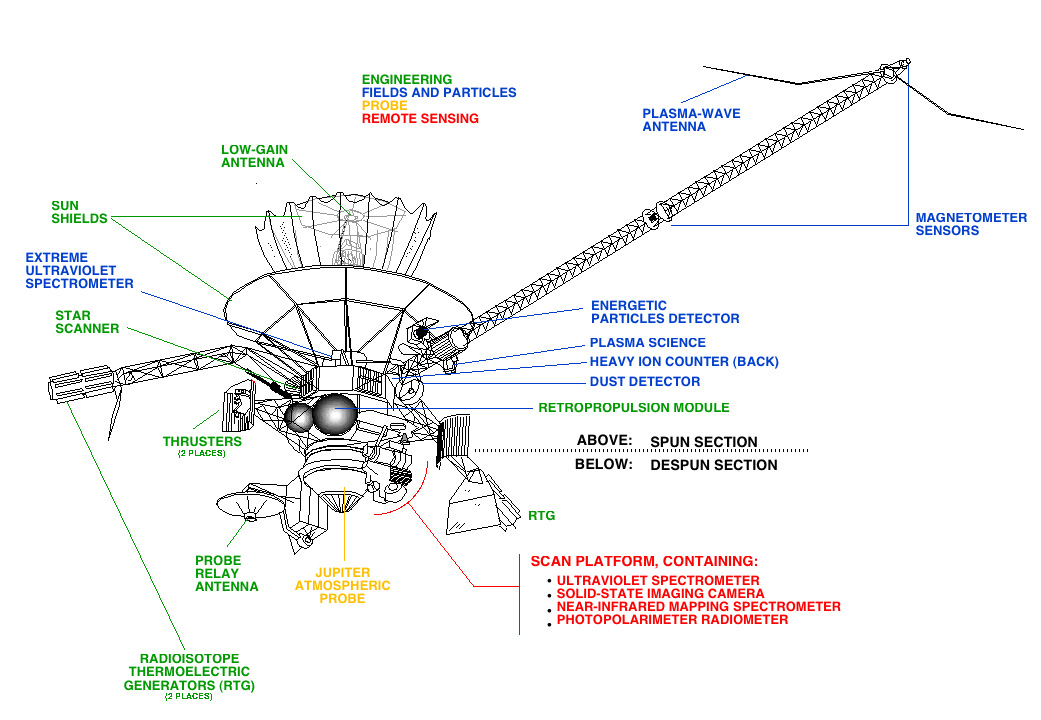
Diagramm der Galileo-Sonde

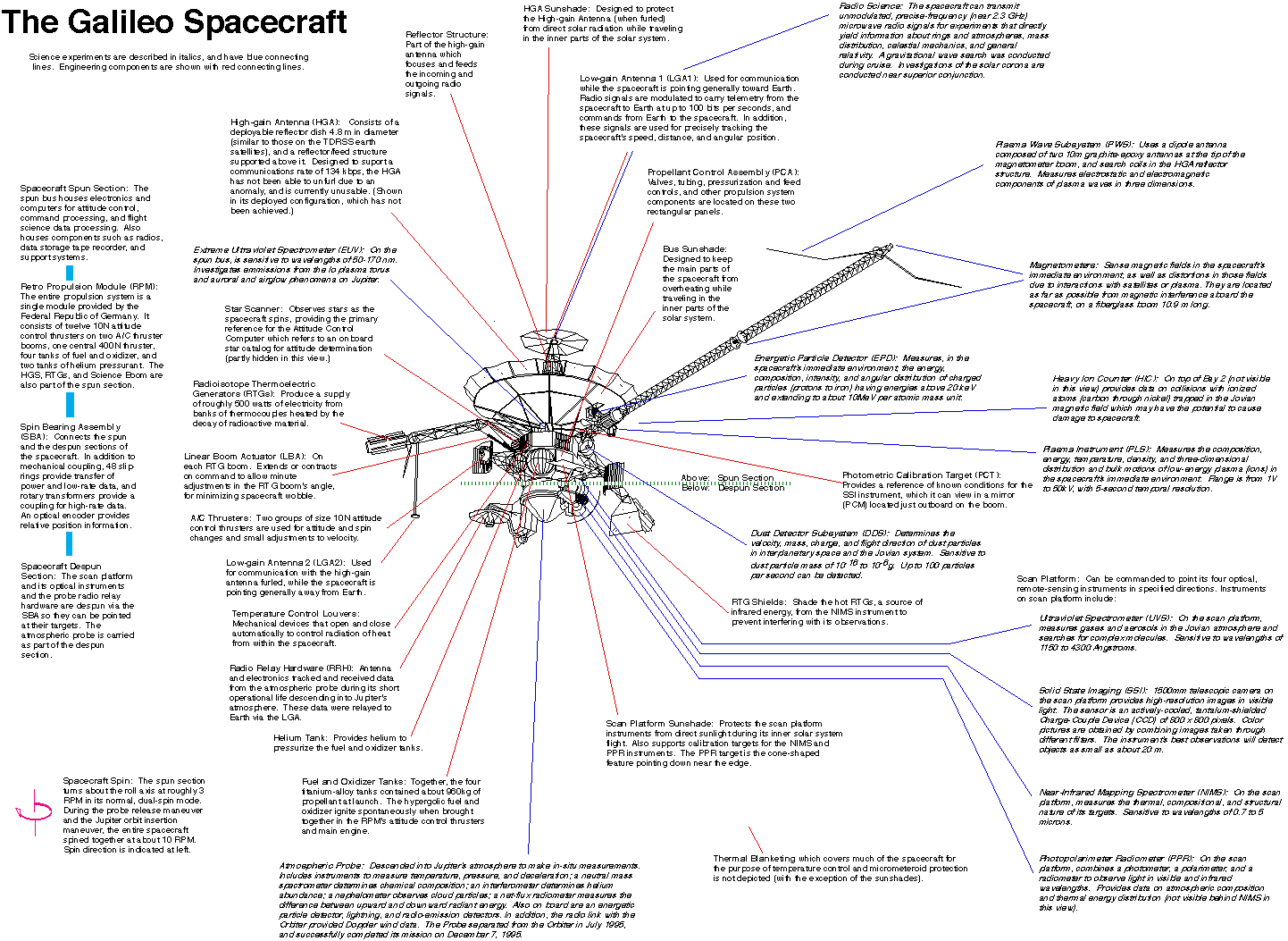
Diagramm mit detaillierter Beschriftung der Galileo-Sonde

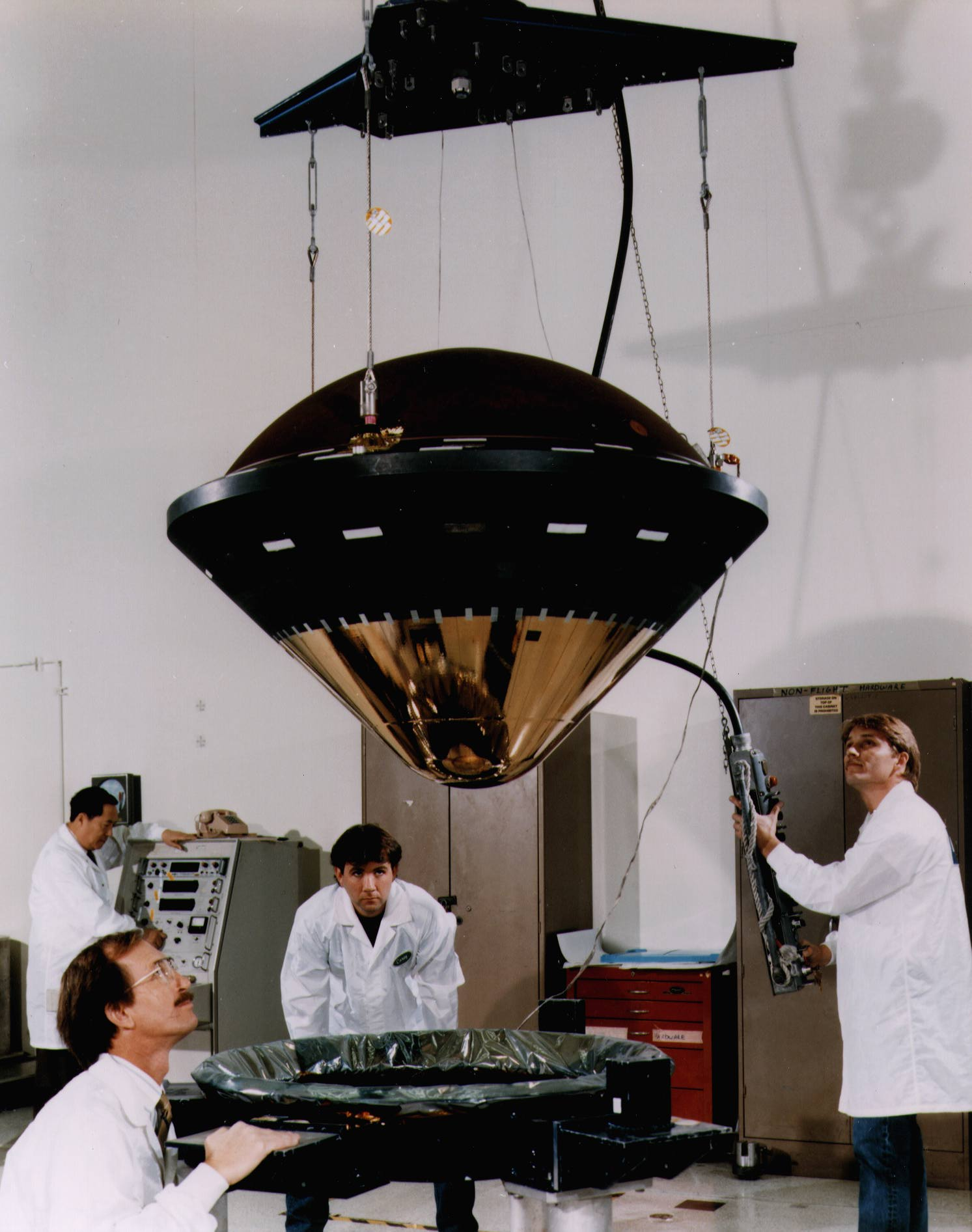
Die Tochtersonde von Galileo während der Startvorbereitungen

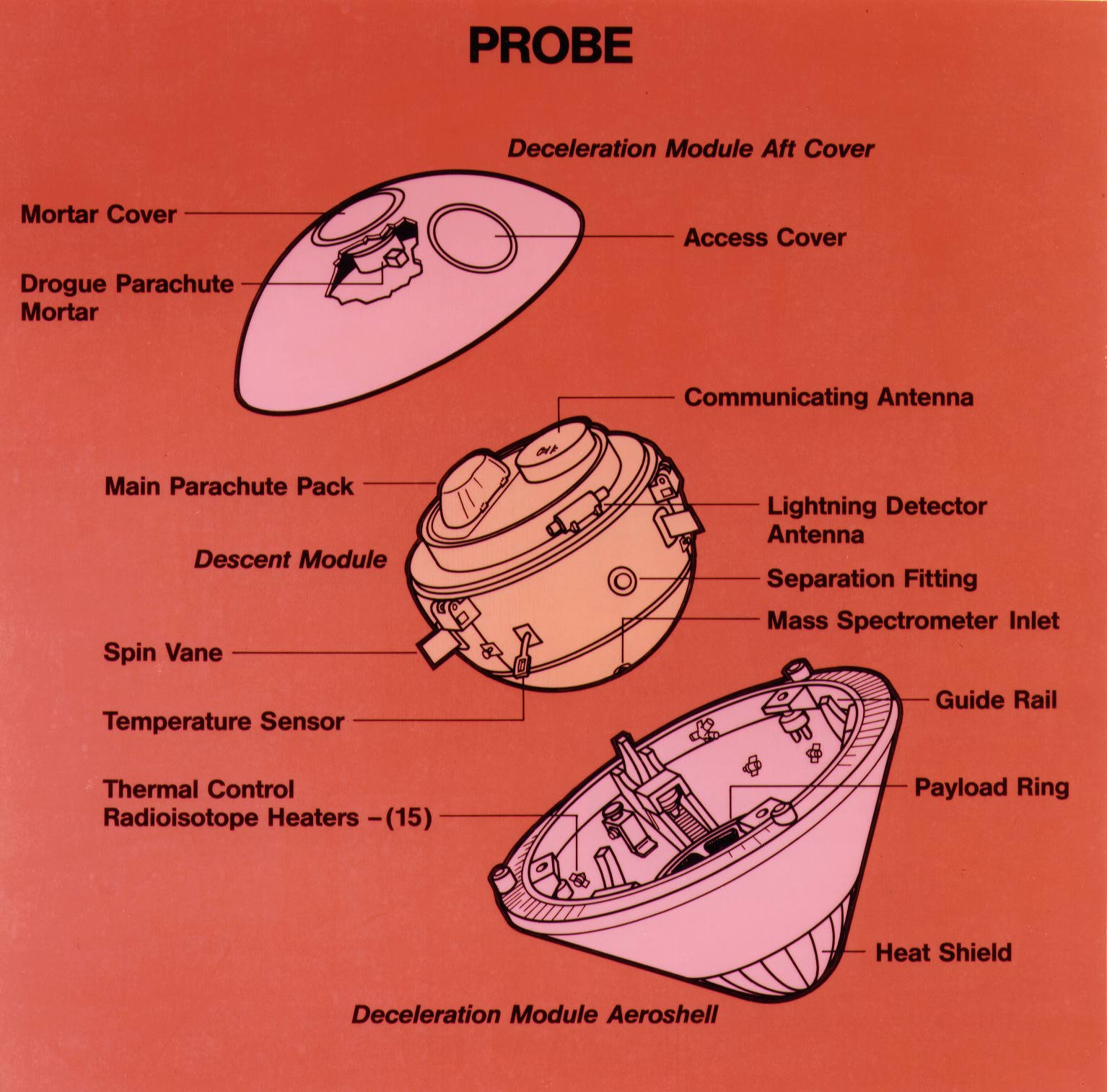
Diagramm der Tochtersonde

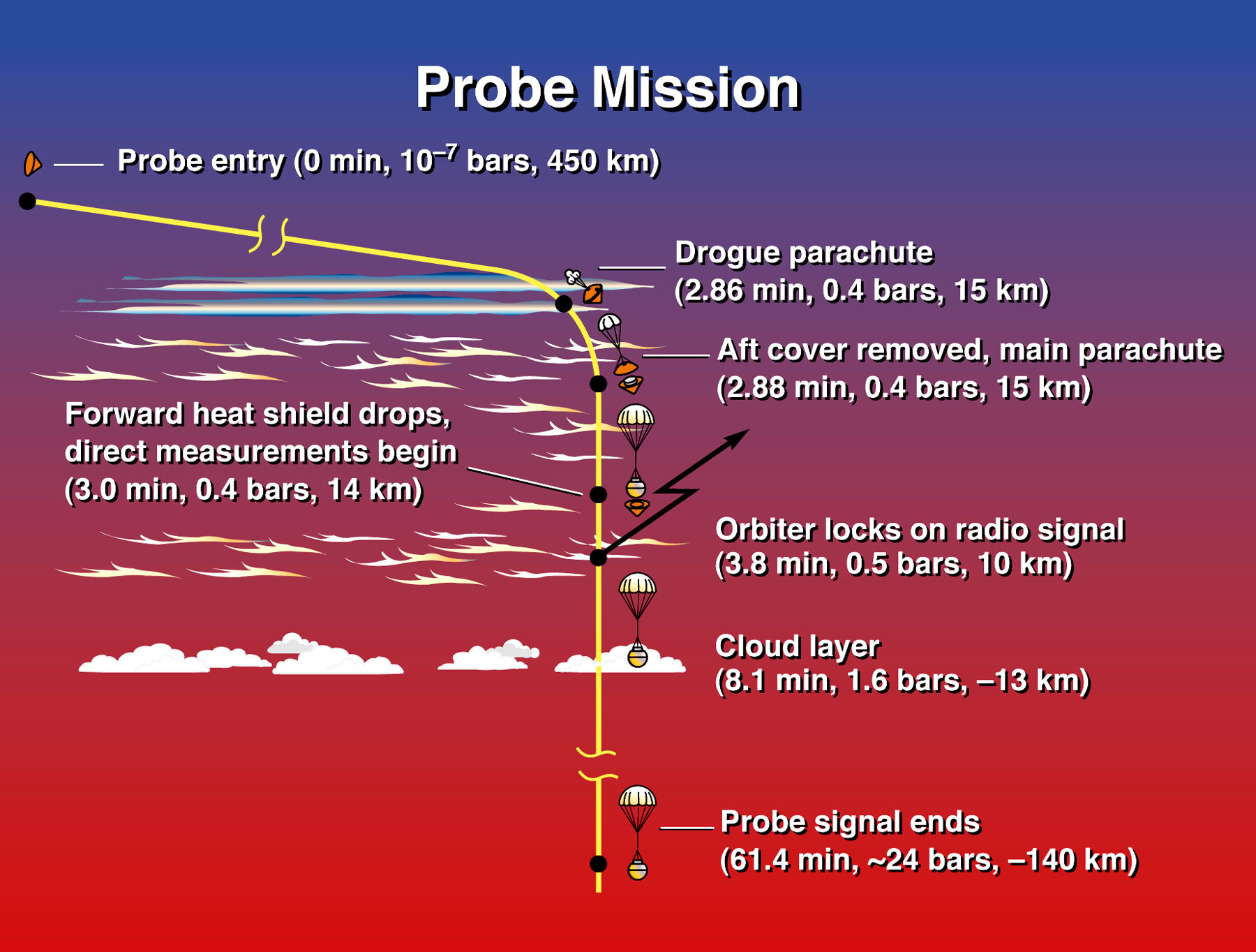
Zeitlicher Ablauf der Ereignisse nach dem Eintauchen der Tochtersonde in die Jupiteratmosphäre

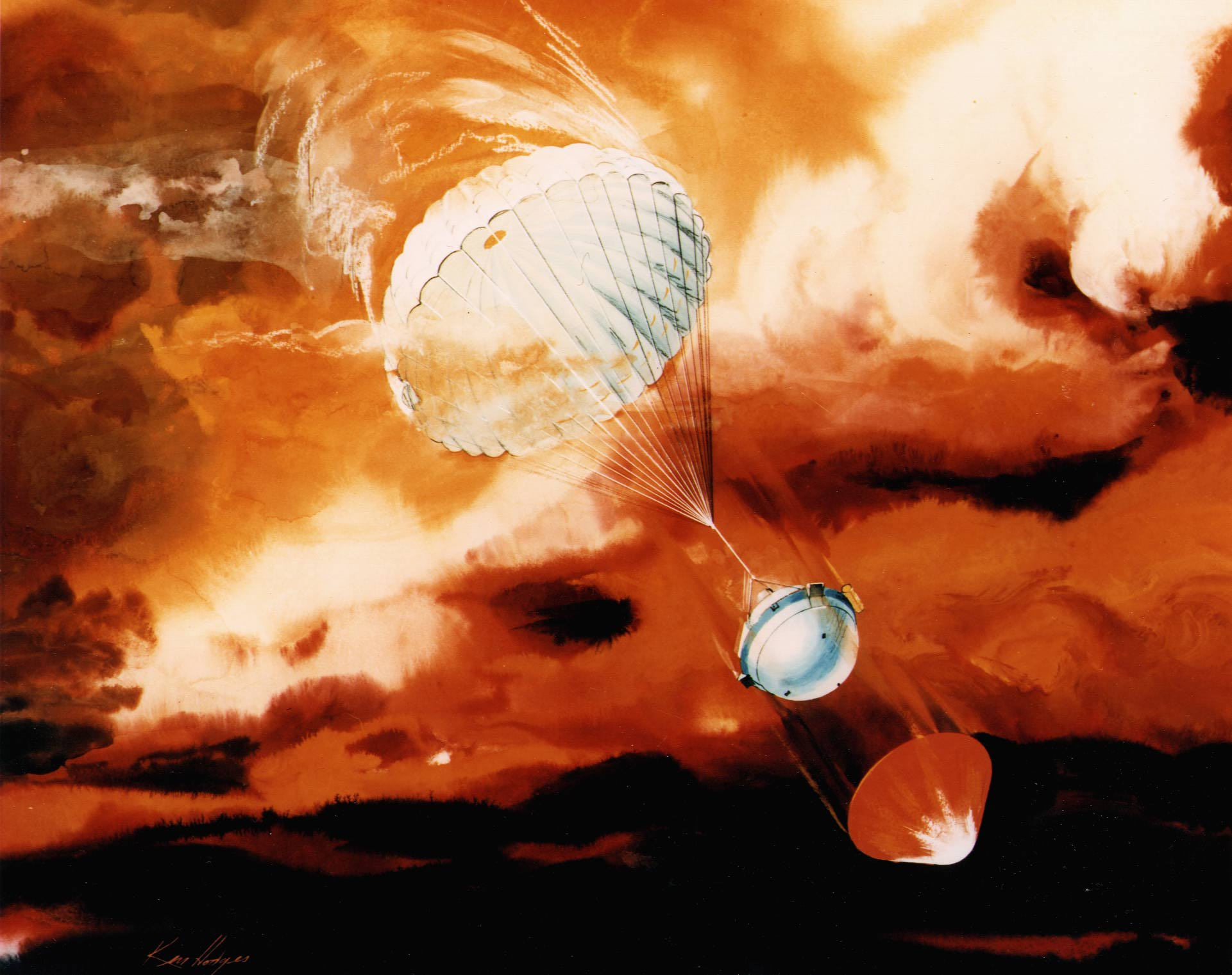
Die Tochtersonde wirft ihren Hitzeschild ab (künstlerische Darstellung)

Die Raumsonde Galileo wurde am 18. Oktober 1989 von der NASA gestartet, um den Jupiter und seine Monde zu untersuchen. Ihren Namen hat die Sonde von dem italienischen Erfinder und Naturwissenschaftler Galileo Galilei, der die galileischen Jupitermonde als erster beschrieb.

## Mission
Vor dieser Mission war der Planet Jupiter noch nie längere Zeit kontinuierlich von einer Raumsonde beobachtet worden. Zwar waren zuvor schon vier Raumsonden an ihm vorbeigeflogen (Pioneer 10 und 11 und Voyager 1 und 2), sie konnten aber während ihres Vorbeiflugs jeweils nur kurze Momentaufnahmen liefern. Galileo kreiste im Gegensatz dazu dauerhaft als Orbiter um Jupiter, um sowohl den Planeten selbst als auch dessen Monde zu beobachten.
Vor dem Eintreffen wurde eine Tochtersonde abgekoppelt, die in Jupiters Atmosphäre eindrang und verschiedene Daten über Temperatur, Druck, Windgeschwindigkeit und chemische Zusammensetzung lieferte. Dabei diente die Muttersonde als Relaisstation, um die Informationen zur Erde zu senden.

### Start
Nach ersten Planungen aus dem Jahre 1977 sollte Galileo bereits im Januar 1981 starten. Diverse Verzögerungen beim ursprünglichen Startvehikel Space Shuttle, durch Finanzierungsunsicherheiten und schließlich die Challenger-Katastrophe führten zu mehreren Jahren Verzögerung und Änderungen der Sonde und der Flugbahn. Ursprünglich sollte im Mai 1986 Galileo mit der abgesagten Mission STS-61-G ins All gebracht werden. Am 18. Oktober 1989 war es aber schließlich soweit. Die Raumfähre Atlantis brachte Galileo mit der Mission STS-34 in eine Erdumlaufbahn, wo sie ausgesetzt wurde. Um den Erdorbit zu verlassen, war die Feststoffoberstufe IUS an Galileo montiert, welche auch bei anderen Space-Shuttle-Missionen als Antriebsstufe für schwere Satelliten und Raumsonden diente. Galileo führte, bevor sie ihre Reise zum Jupiter antrat, drei Swing-by-Manöver durch, um durch die Orbitalbewegung der Planeten Venus und Erde Schwung zu holen. Im Februar 1990 flog Galileo in 16.000 km Entfernung an der Venus vorbei, Anfang Dezember desselben Jahres passierte sie die Erde das erste Mal und zwei Jahre später nochmals. Währenddessen konnte sie spektakuläre Bilder sowohl von der Venus als auch von der Erde und deren Mond zur Bodenstation senden. Farbfilter ermöglichten mehrfarbige Abbildungen.
Auf dem Weg zum Jupiter passierte Galileo den Asteroiden Gaspra 1991 in nur 1.600 km Entfernung sowie Ida in 10.500 km im Jahr 1993, wobei detaillierte Aufnahmen der Himmelskörper entstanden. Bei Letzterem wurde erstmals ein Asteroidenmond entdeckt. Der 1–2 km große Brocken wurde „Dactyl“ genannt.

### Shoemaker-Levy-9-Einschlag
Ein Jahr später konnte Galileo ein dramatisches Ereignis beobachten. Der Komet Shoemaker-Levy 9 stürzte in den noch 238 Millionen km entfernten Jupiter. Trotz der Distanz konnte Galileo einzigartige Bilder von den direkten Einschlägen einfangen, die auf der erdabgewandten Seite stattfanden. Auf der Erde selbst konnte man nur die Auswirkungen beobachten, nachdem sich der Planet weitergedreht hatte. Wäre Galileo nicht infolge der Challenger-Katastrophe erst mit dreijähriger Verspätung zum Jupiter geschickt worden, hätte die Sonde den Kometeneinschlag aus nächster Nähe im Jupiterorbit verfolgen können.

### Probleme
Als Mitte April 1991 die Bodenstation den Befehl zum Entfalten der 4,80 m großen Parabolantenne funkte, ließ sich diese nur teilweise öffnen. Damit war die Möglichkeit der Datenübertragung mit mehr als 130 kbit/s nicht mehr gegeben. Man versuchte die Entfaltung mehrere tausend Mal, aber vergebens. Die Sonde wurde daraufhin so umprogrammiert, dass die empfangenen Daten sowohl auf dem Zentralrechner als auch auf einem Bandlaufwerk zwischengespeichert und danach portionsweise von der viel schwächeren Rundantenne zur Erde gesendet wurden. Da diese jedoch nur eine sehr geringe Übertragungsrate ermöglichte, wurde der Sonde neue Software – unter anderem Algorithmen zur Datenkompression – übermittelt. Dadurch konnte trotz des Ausfalls der Parabolantenne noch eine erhebliche Menge an wissenschaftlichen Daten übermittelt werden. Auch gab es weitere Probleme: Der Umspulmechanismus der Magnetbänder blieb öfter stecken, doch konnte das Band immer wieder zum Laufen gebracht werden.

### Beginn der Erforschung
In einer Entfernung von 82 Mio. km zum Jupiter trennte sich im Juli 1995 die Tochtersonde vom Mutterschiff. Am 7. Dezember 1995 war ihre Reise zu Ende. Mit einer Geschwindigkeit von 170.000 km/h tauchte die Tochtersonde in einem Winkel von etwa 9° in die Atmosphäre des Jupiters ein. Innerhalb von nur zwei Minuten wurde die Geschwindigkeit auf etwa Mach 0,9 abgebremst, wobei die Bremsverzögerung der Sonde bis zu 230 g betrug. Das Material des ablativen Hitzeschildes (Kohlenstofffaser/Phenolharz) wurde dabei zu etwa 2/3 abgetragen, wobei es Temperaturen von bis zu 14000 K ausgesetzt war. Nun, bei einem dynamischen Druck von 6 kPa öffnete sich ein erster Bremsfallschirm und zog die abgesprengte Heckverkleidung mit der Tasche des Hauptfallschirms ab.

Der Hitzeschild wurde abgeworfen und die Messungen begannen. In einer Tiefe von 50 km unter dem Nullniveau (definiert bei 1 bar Druck) konnten Windgeschwindigkeiten von über 500 km/h gemessen werden. Diese Winde traten aber nicht nur horizontal auf, sondern es gab auch stärkste Fallwinde und Turbulenzen in der Senkrechten. Und das, obwohl die Sonde in einem „Schönwettergebiet“, in dem der Nephelometer (Nebelmesser) klares Wetter registrierte, niederging.
Der Funkkontakt brach etwa eine Stunde nach dem Eintritt in einer Tiefe von 160 km ab. In den letzten Sekunden registrierte die Sonde einen Druck von 22 bar (bis 10 bar sollte mindestens untersucht werden) und eine Temperatur von 152 °C.
Währenddessen lenkte sich die Muttersonde nach einer 50-minütigen Haupttriebwerkszündung in einen elliptischen Jupiterorbit. Der jupiternächste Punkt (Perijovum) betrug 185.000 km und der entfernteste (Apojovum) 19,3 Mio. km. Das Apojovum wurde im März 1996 durchflogen; danach wurde das Perijovum mit einer 24-minütigen erneuten Triebwerkszündung auf 786.000 km angehoben, um zu vermeiden, dass die Sonde durch von Vulkanen auf Io ausgestoßene Partikel gefährdet würde. Die weiteren Umläufe wurden in jeweils verschiedenen Bahnen durchgeführt, um die Jupitermonde besser beobachten zu können.

### Erkundung der Monde; Verglühen 2003 im Jupiter
Nach dem Ausfall der Hauptantenne musste die ursprünglich geplante permanente Beobachtung des Jupiterwetters aufgegeben werden. Diese wurde vom Hubble-Weltraumteleskop übernommen und nur als besonders interessant erachtete Wolkenformationen auch von Galileo beobachtet.
Hauptaufgabe der Sonde war stattdessen die Beobachtung der vier galileischen Monde. Es wurden Hinweise auf einen Wasserozean unter der Eiskruste von Europa geliefert sowie auf Zonen flüssigen Wassers in den Mänteln von Ganymed und Kallisto und die Vulkane auf Io beobachtet. Sowohl Io, der von den Gezeitenkräften Jupiters ständig durchgeknetet wird, als auch der größte Mond unseres Sonnensystems, Ganymed, besitzen einen Eisenkern; Ganymed weist überraschenderweise ein starkes Magnetfeld auf.
Der Missionsteil bei Jupiter war ursprünglich nur für 23 Monate bis Dezember 1997 geplant, wurde aber dann insgesamt dreimal verlängert, da Geräte und Antrieb noch funktionsfähig waren und gute Ergebnisse erwarten ließen. Schwerpunkt der beiden ersten Missionsverlängerungen war dabei der Mond Europa, während man im letzten Missionsteil zwei Vorbeiflüge an Io im Inneren – von gefährlicher Strahlung beherrschten – Jupitersystem wagte.
Ende 2000 nutzte Cassini-Huygens den Jupiter für eine Swing-by-Beschleunigung auf dem Weg zum Saturn. Entgegen der ursprünglichen Planung wurden dabei auch Beobachtungen an Jupiter durchgeführt. Dabei gelangen interessante Parallelmessungen. Da Galileo aufgrund des Antennenfehlers wesentlich weniger Bilder als geplant aufnehmen konnte, waren auch die hochauflösenden Fotos von Cassini-Huygens besonders wertvoll.
Am 21. September 2003 wurde Galileo in die Jupiter-Atmosphäre gelenkt und verglühte dort, da die Sonde wegen Treibstoffmangels und Ausfällen der Elektronik, bedingt durch die von Jupiter während der letzten Jahre erhaltene hohe Strahlungsdosis, später nicht mehr lenkbar gewesen wäre. Es bestand die Gefahr, dass Galileo auf den Mond Europa stürzen und ihn mit terrestrischen Mikroorganismen verunreinigen könnte. Dies hätte künftige Missionen zur Erforschung von Lebensspuren auf den Jupitermonden erschwert.

Trajektorie um die Sonne
Trajektorie um Jupiter

## Technische Daten
- Startmasse Orbiter 2223 kg, Tochtersonde 339 kg[4]
- Maße Höhe 5,3 Meter, Ausleger des Magnetometers Länge: 11 Meter
- Treibstoffmenge: 925 kg
- Elektrische Leistung der Radionuklid-Batterien: 570 W
- Insgesamt 18 wissenschaftliche Instrumente (15 aus den USA, 3 aus Deutschland) zur Untersuchung von UV-Strahlung, Magnetfeldern und elektrisch geladenen Teilchen
- Kamerasystem mit 20- bis 1000-fach höherer Auflösung als bei den Vorgängermissionen Voyager 1 und 2
- weitere wissenschaftliche Systeme: Infrarot-Spektrometer, Photopolarimeter-Radiometer, Magnetometer, Detektoren für elektromagnetische Teilchen, Ionen, Plasmas und Staub[5]

## Ergebnisse
- Nachweis von flüssigem Salzwasser unter der Oberfläche der drei Jupitermonde Europa, Ganymed und Kallisto
- Nachweis starker vulkanischer Aktivitäten auf Io, die hundertmal stärker sind als auf der Erde
- erster Vorbeiflug an einem Asteroiden ((951) Gaspra am 29. Oktober 1991)
- Entdeckung von Dactyl, dem Begleiter des Asteroiden Ida
- Messung eines Magnetfelds auf Ganymed
- erste direkte Messungen im Jupiter (Helium, Struktur, Massenspektrometrie, Sonnen- und Wärmestrahlung, Wolken (Partikelstreuung), Lichtblitze und Radiowellen von Blitzen) durch eine eintretende Tochtersonde

## Bildergalerie

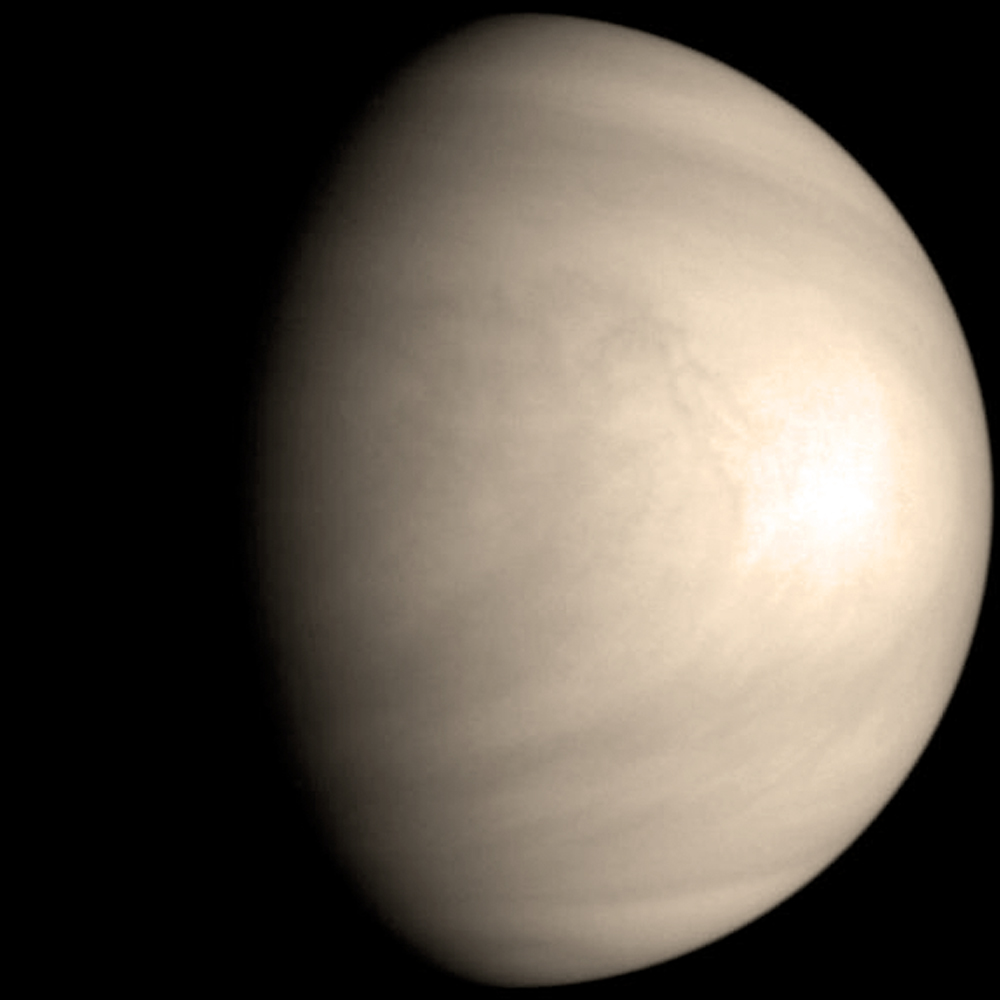
Die Venus 1990
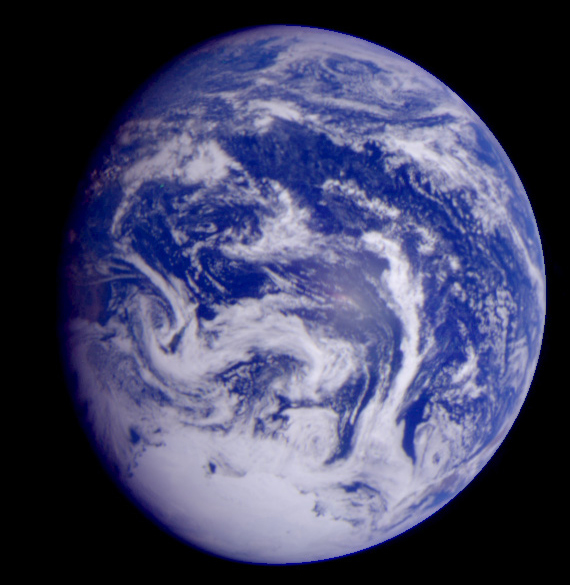
Die Erde 1990
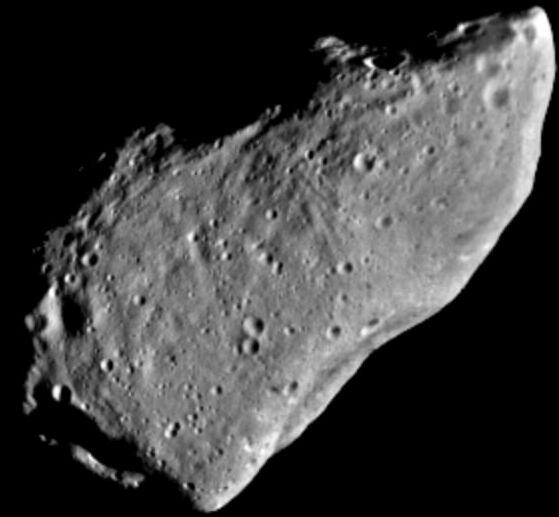
Gaspra 1991
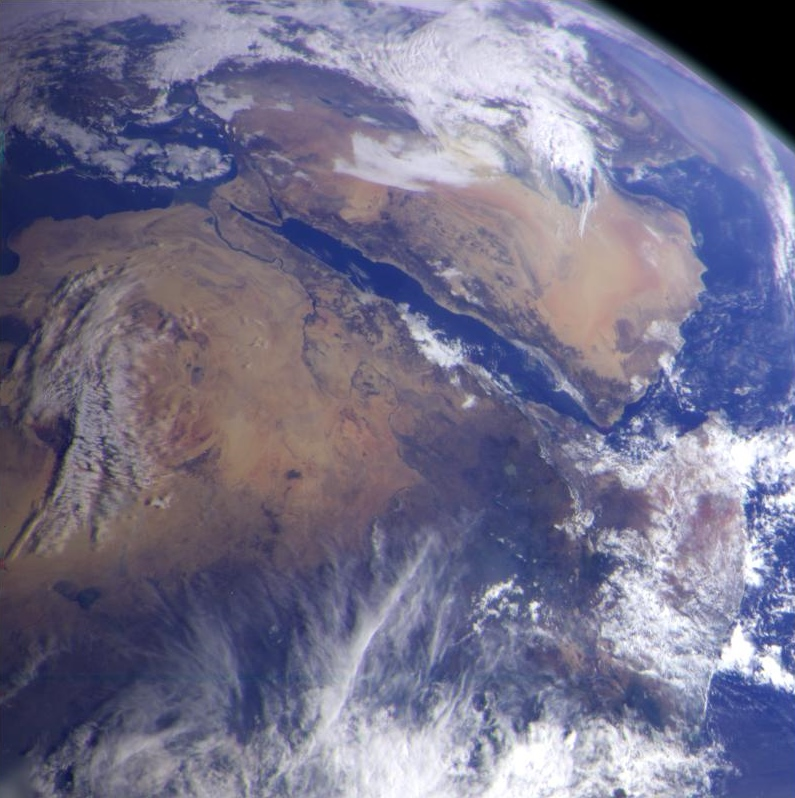
Nordafrika und die Arabische Halbinsel 1992
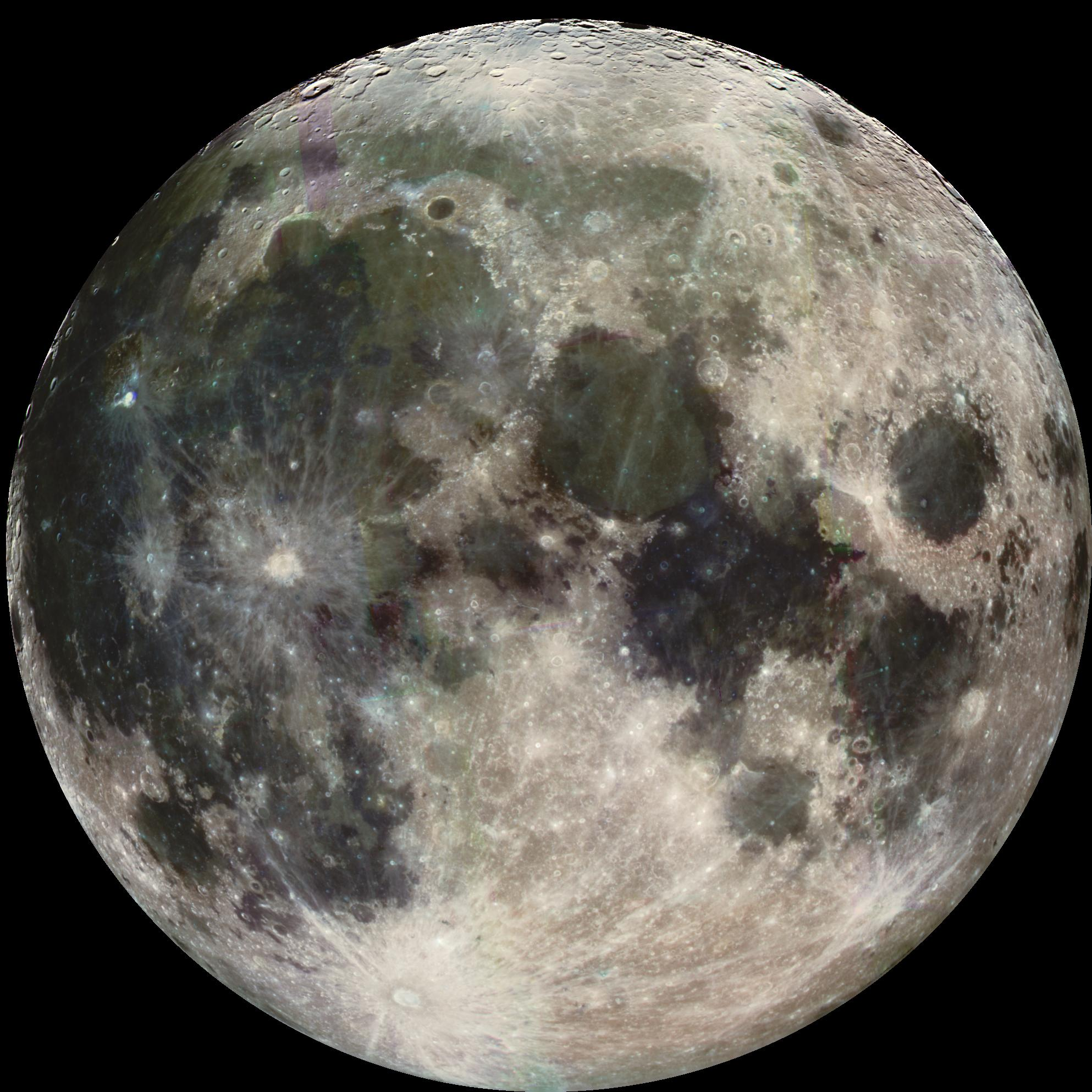
Der Mond 1992
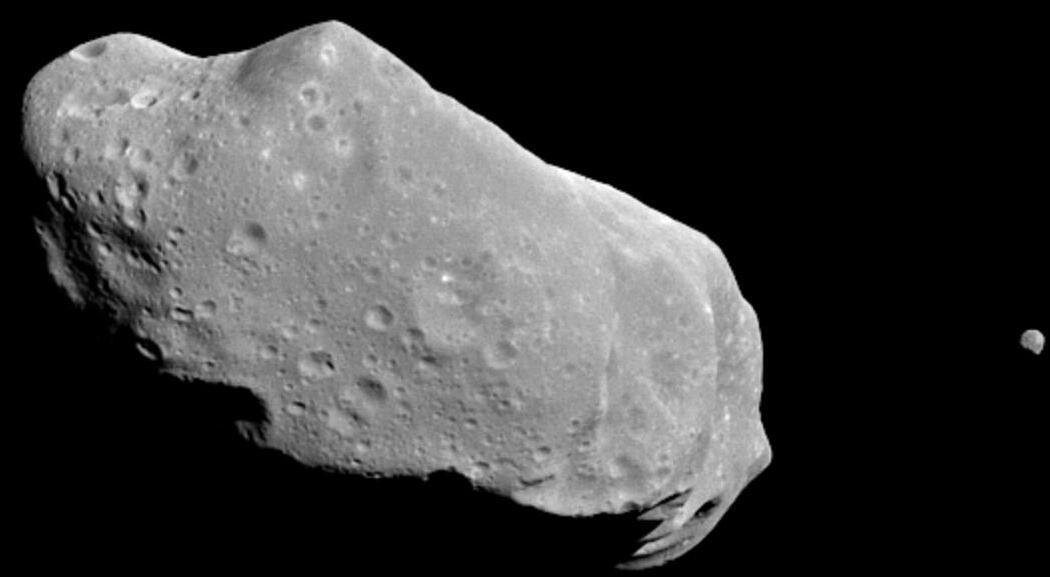
Ida und Dactyl 1993
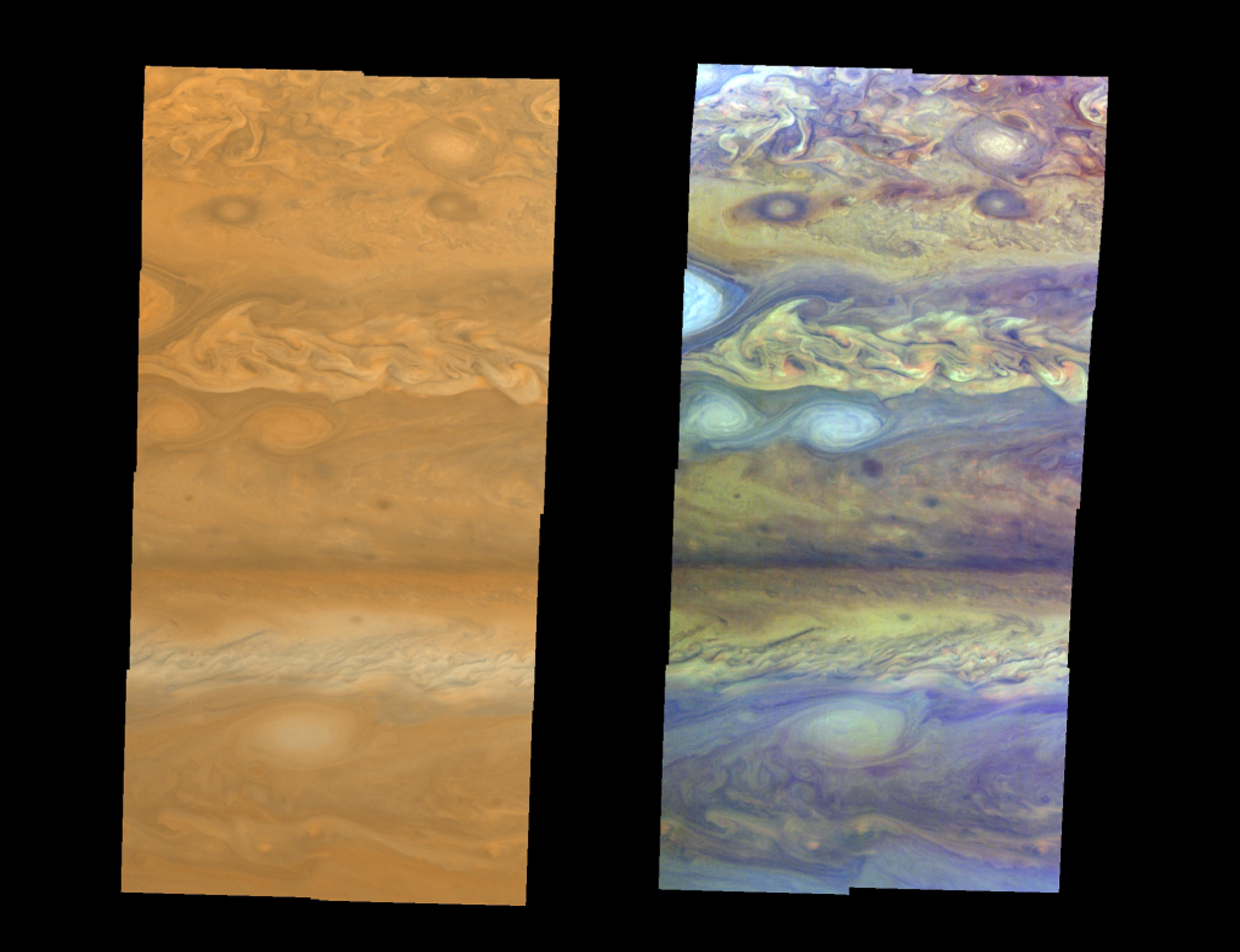
Details aus Jupiters Atmosphäre in Echt- und Falschfarben (links und rechts), 1997
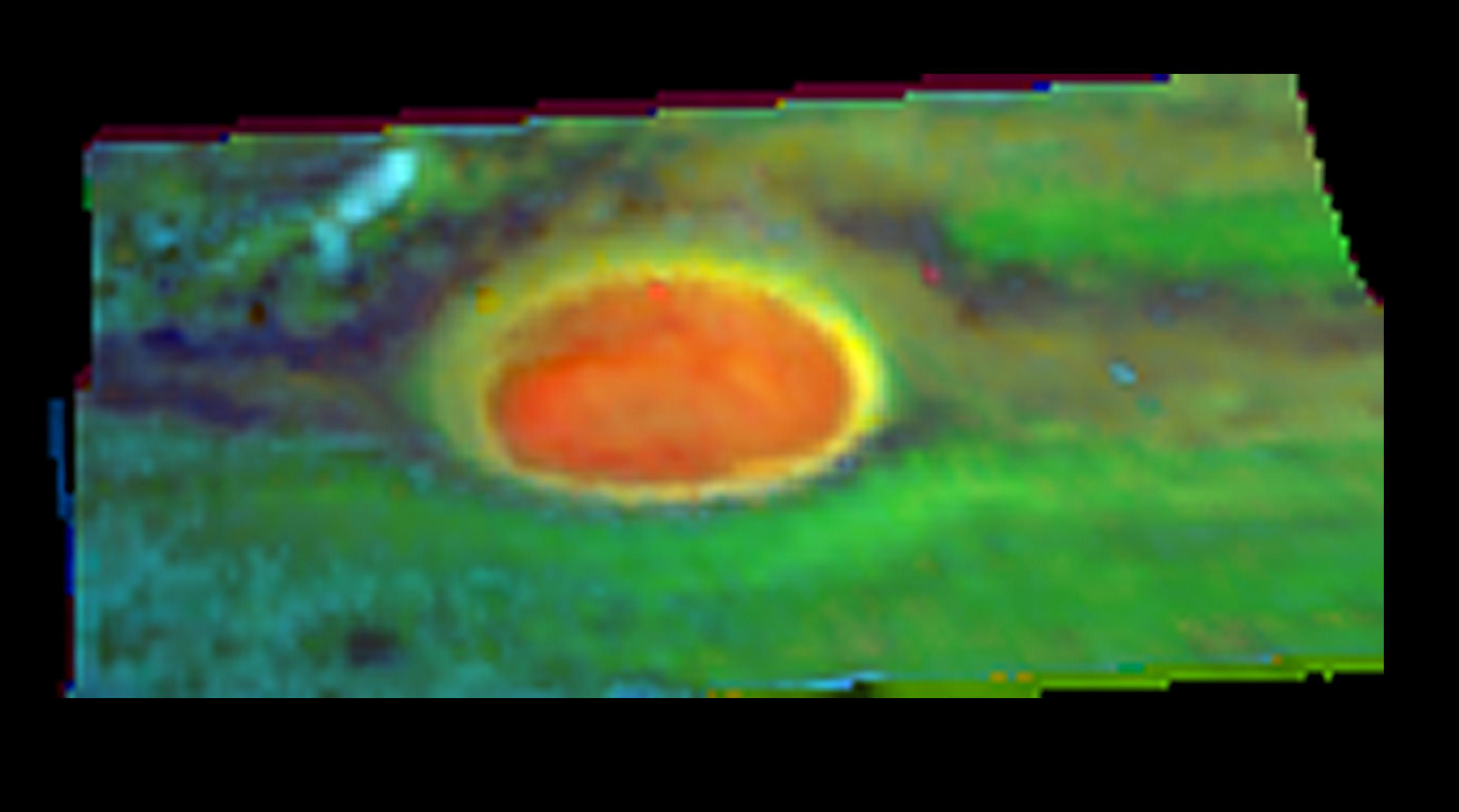
Eine Wolke aus gefrorenem Ammoniak (hellblau) neben dem Großen Roten Fleck, 2000
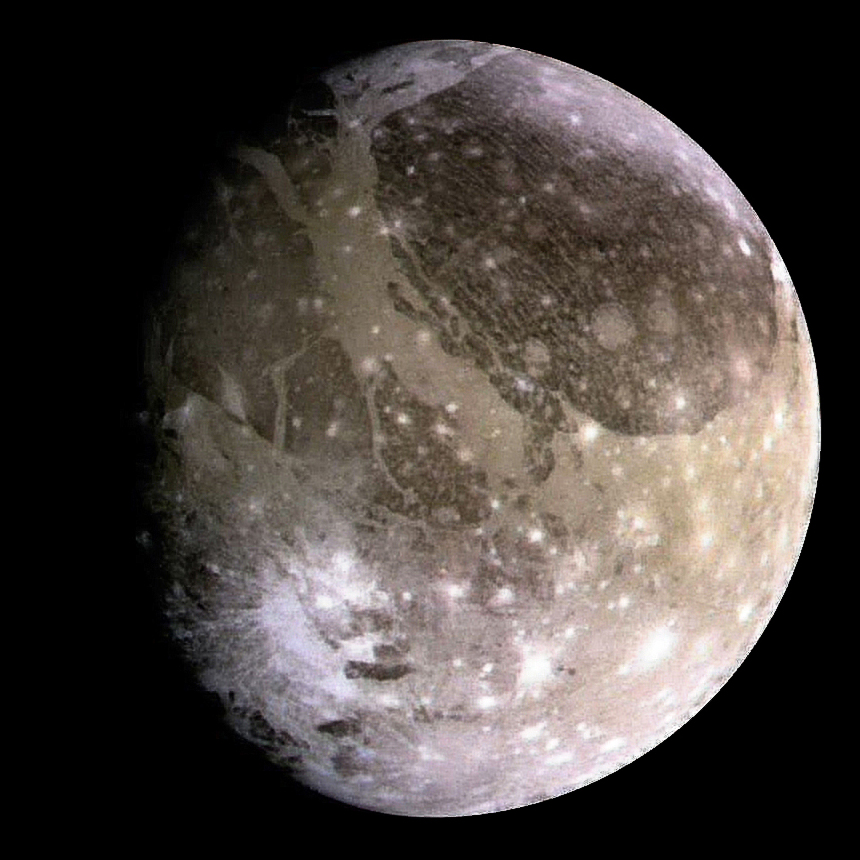
Ganymed 1996
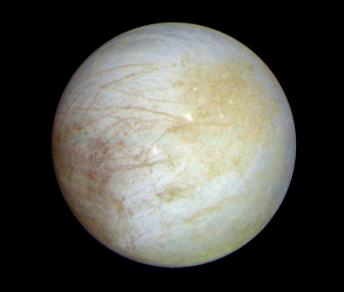
Europa 1997
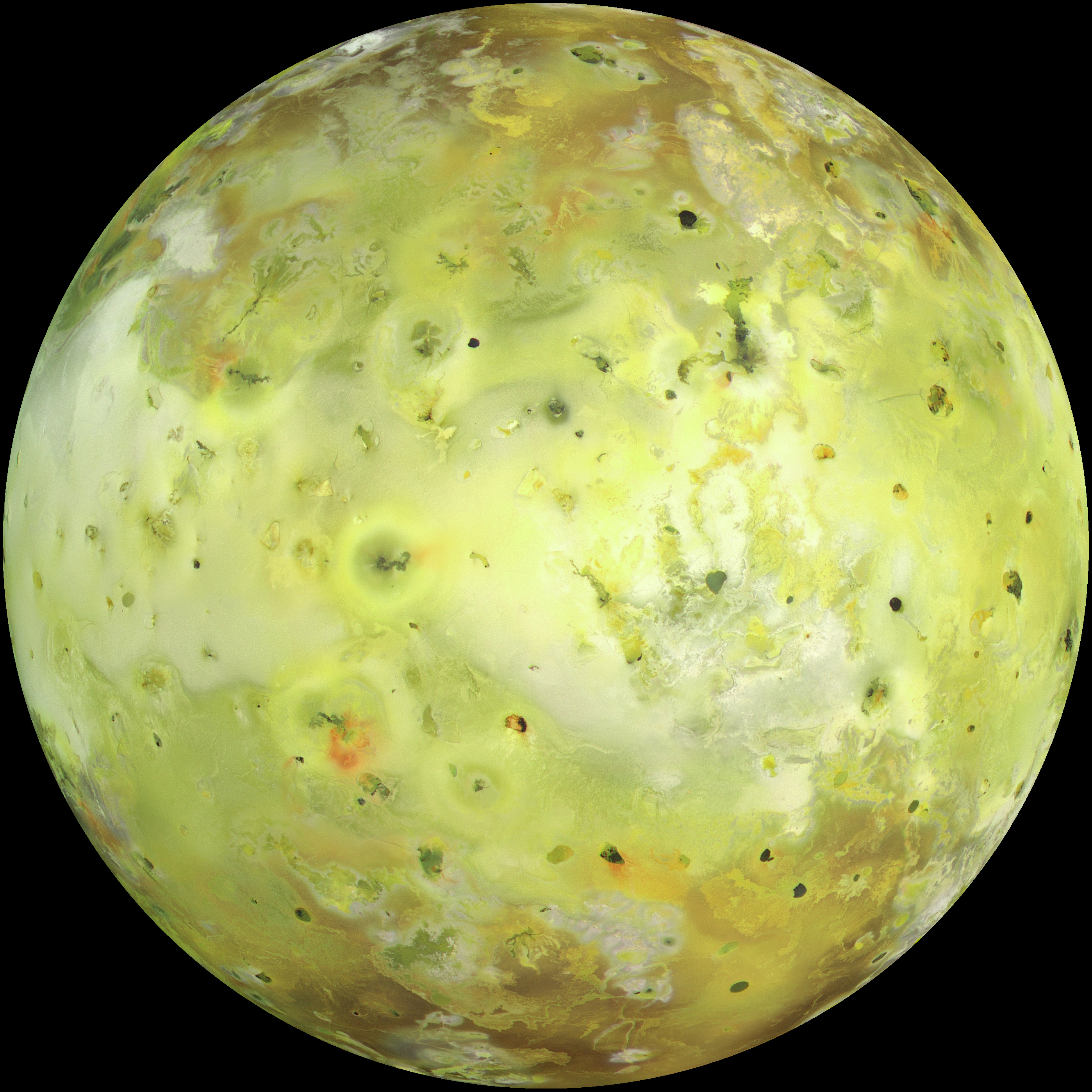
Io 1999
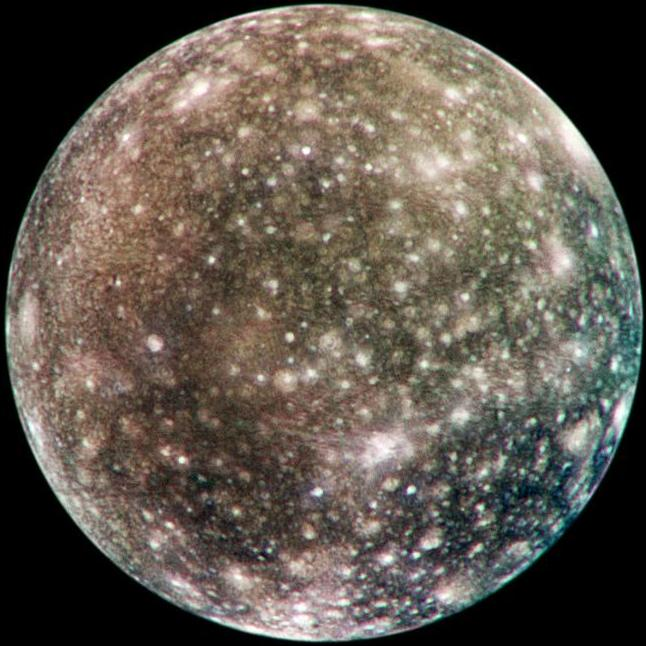
Callisto 2001